# Сухана
Сухана (кирг. Сухана) — село в Кадамжайском районе Баткенской области Кыргызстана. Входит в состав айылного аймака Уч-Коргон.

## География
Село расположено в восточной части области, на расстоянии приблизительно 33 километров (по прямой) к северо-востоку от города Кадамжай, административного центра района. Абсолютная высота — 959 метров над уровнем моря.

## Население
Согласно оценочным данным Национального статистического комитета Кыргызской Республики, численность населения села на начало 2023 года составляла 1465 человек.
| год     | 2009 | 2014 | 2015 | 2020 | 2021 | 2023 |
| ------- | ---- | ---- | ---- | ---- | ---- | ---- |
| человек | 1306 | 1314 | 1832 | 1401 | 1420 | 1465 |